# Monicabrug
De Monicabrug is een vaste brug in de Nederlandse stad Utrecht.
De brug is gelegen in het noordelijk deel van het centrum. Ze overspant de Stadsbuitengracht (Weerdsingel) en vormt een directe verbinding tussen de Sint Jacobsstraat en de Oudenoord. De brug is gebouwd naar ontwerp van de Nederlandse architect Wiek Röling en werd geopend in 2001.Ze kent een doorvaarthoogte van circa 2,75 meter. De Monicabrug is vernoemd naar de Sint-Monicakerk die tot 1977 in de directe omgeving stond.
De voorganger van de Monicabrug is de Westerbrug. Deze brug werd rond 1939 gebouwd bij het aanleggen van een nieuwe ontsluiting van de binnenstad met het doortrekken van de Sint Jacobsstraat. Omstreeks 1970 is de Westerbrug gesloopt en de gracht in dit gebied gedempt in het kader van stedenbouwkundige vernieuwing. Op de locatie van de brug verrees vervolgens een rotonde. Rond het jaar 2000 werd uitvoering gegeven aan de bouw van de Monicabrug en het terugbrengen van de gracht.
In 1997 is in het westen over de Stadsbuitengracht tevens de Sint Martinusbrug naar Rölings ontwerp geopend.
Abel Tasmanbrug ·
Abstederbrug ·
Bakkerbrug ·
Bartholomeusbrug · 
Bezembrug · 
Bijlhouwersbrug ·
Brigittenbrug ·
Colignybrug ·
Dafne Schippersbrug ·
David van Mollembrug ·
Demka-spoorbrug ·
Driftbrug ·
Gaardbrug ·
Galecopperbrug · 
Gasthuismolenbrug ·
Geertebrug ·
Gildbrug · 
Goethebrug ·
Griftbrug ·
Hamburgerbrug ·
Herenbrug · 
Hogeweidebrug ·
Industriehavenbrug ·
Jacobibrug ·
Jan Pieterszoon Coenbrug ·
Jansbrug ·
Jansdambrug ·
Jeremiebrug ·
Julianabrug (Minstroom) ·
Jutphasebrug ·
Jutphasespoorbrug ·
J.M. de Muinck Keizerbrug ·
Kalisbrug ·
Krommerijnbrug ·
Lauwerechtbrug ·
Lucasbrug ·
Maarsbergerbrug ·
Maartensbrug ·
Magdalenabrug ·
Maliebrug ·
Marga Klompébrug ·
Marksbrug ·
Marnixbrug ·
Meernbrug ·
Minbrug ·
Monicabrug · 
Moreelsebrug ·
Muntbrug ·
Muntsluisbrug ·
Museumbrug ·
Noorderbrug ·
Oorsprongbrug ·
Oranjebrug ·    
Paulusbrug ·
Pausdambrug ·
Pietersbrug ·
Plompetorenbrug ·
Prins Clausbrug · 
Quintijnsbrug ·
Rode brug ·
Servaasbrug ·
Sint Martinusbrug ·
Smeebrug ·
Socratesbrug ·
Spinozabrug ·
Stadhuisbrug ·
Stammetsbrug ·
Stenenbrug ·
Tolsteegbrug ·
Vaaltbrug ·
Vaartscherijnbrug ·
Van Asch van Wijckbrug ·
Viebrug ·
Vleutensespoorbrug ·
Vollersbrug ·
Weerdbrug ·
Weesbrug ·
Werkspoorbrug ·
Werkspoorhavenbrug ·
Wittevrouwenbrug ·  
Zandbrug

Voormalige of in onbruik geraakte bruggen :
Brug met de twaalf gaten ·
Catharijnebrug · 
Hefbrug in de Kruisvaart ·
Julianabrug (Vaartsche Rijn) ·
Molenbrug · 
Smakkelaarsbrug ·
Vleutensebrug ·
Willemsbrug